# Měřicí převodník
Měřicí převodník je část měřicího přístroje, která může zastávat několik funkcí: chránit měřidlo, zesilovat měřený signál, převádět střídavý signál na stejnosměrný, indikovat hodnotu signálu.

## Rozdělení převodníků dle řádu
Pro popis chování měřicího převodníku s jedním analogovým vstupem a jedním analogovým výstupem se za jistých přijatelných podmínek obvykle užívá diferenciální rovnice. Dle řádu této diferenciální rovnice se označuje řád převodníku.

### 0. řád
Chování ideálního převodníku 0. řádu popisuje lineární rovnice:
{\displaystyle y(t)=A*x(t)},
kde y(t) je výstupní signál, x(t) vstupní signál a A koeficient převodu, zesílení apod. V případě ideálního převodníku je A konstantní hodnota.
V reálném světě ale neexistuje zařízení o vlastnostech převodníku 0. řádu. Koeficient A není konstantní vlivem proměnlivých podmínek, ve kterém zařízení pracuje (teplota, tlak, čas, apod.). Vlivem otohoto rušení pak dochází ke změně strmosti zesílení se změnou teploty nebo k posunu nuly - tzv. ofsetu, kdy při nulové úrovni vstupního signálu není výstupní signál nulový. Z těchto nelinearit a nepřesností se pak odvozují chyby měření.
Převodník 0. řádu ve skutečnosti neexistuje, ale jeho model se používá při softwarových simulacích.

### 1. řád
Měřicí převodník prvního řádu je zařízení reálně možné, u kterého počítáme s dynamickými chybami. Vztah mezi vstupní a výstupní veličinou lze vyjádřit pomocí diferenciální rovnice 1.ho řádu:
{\displaystyle A(t):y(t)=y_{0}(1-e^{-t/tau})}